# 書昌
書昌，中國滿洲正黃旗人，中國清朝政府官員，他於1749年接替伊靈阿出任巡視台灣監察御史，該官職滿漢人各一，而滿人的他與楊開鼎為同任御史。1751年任滿後，返回京城任詹事府少詹事。